# Моніторинг (медицина)

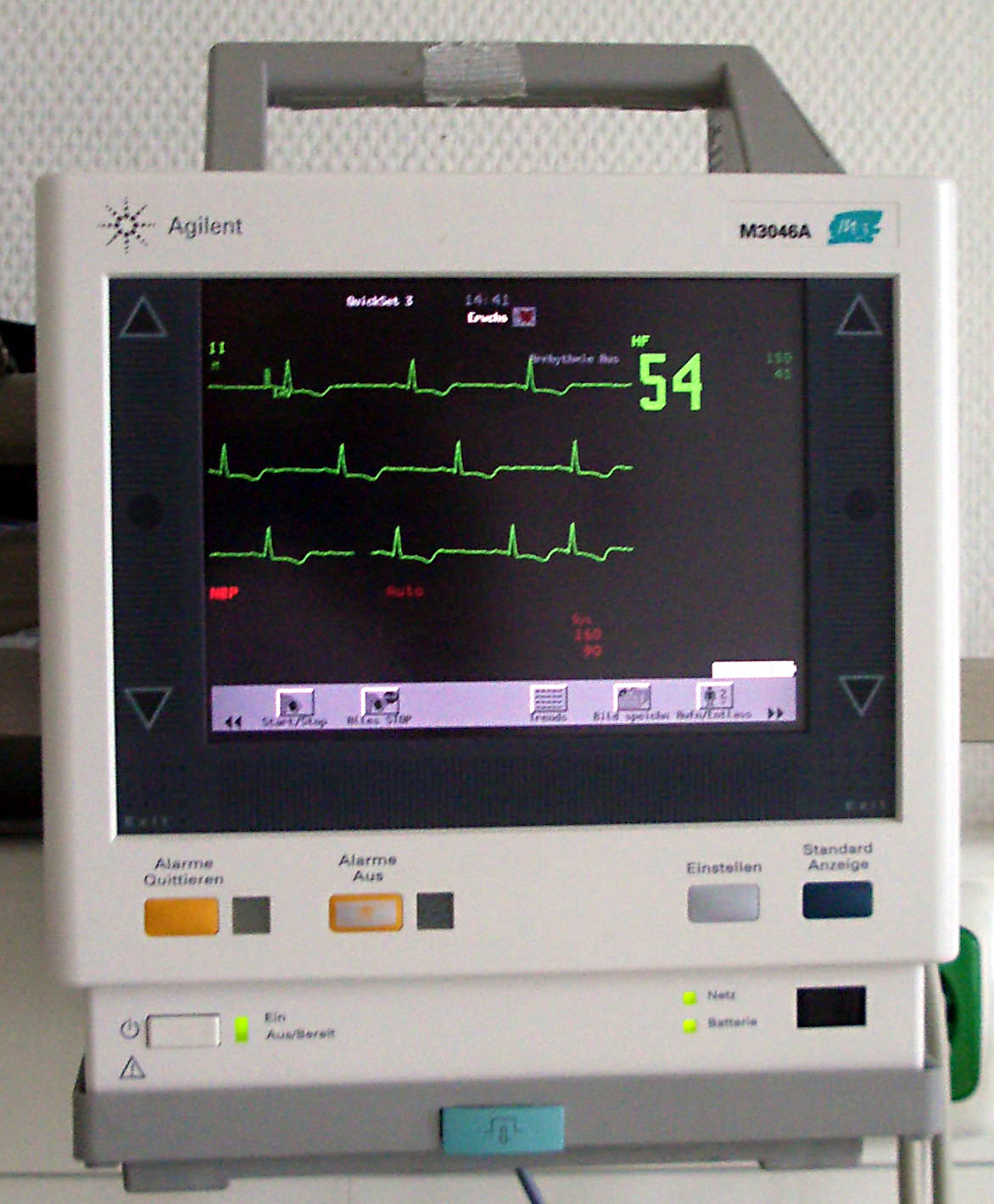
Дисплей пристрою медичного монітора, що використовується під час анестезії.

У медицині моніторинг — це спостереження за перебігом захворювання, станом, або одним чи декількома  медичними параметрами, у часі.
Це може бути здійснено шляхом постійного вимірювання певних параметрів за допомогою медичного монітора (наприклад, шляхом постійного вимірювання життєвих показників за допомогою приліжкового монітора) та/або шляхом неодноразового проведення медичних тестів (таких як моніторинг рівня глюкози в крові за допомогою глюкометра у людей з цукровим діабетом).
Передача даних від монітора до віддаленої станції моніторингу відома як телеметрія або біотелеметрія.

## Класифікація за цільовим параметром
Моніторинг можна класифікувати за цільовою метою, включаючи:
- Моніторинг серця[en], який зазвичай стосується безперервної електрокардіографії з оцінкою стану пацієнтів щодо їх серцевого ритму. Невеликий монітор, який для цього носить пацієнт амбулаторії, відомий як монітор Холтера. Моніторинг серця може також включати моніторинг серцевого викиду за допомогою інвазивного катетера Сван-Ганца[en].
- Гемодинамічний моніторинг, який контролює артеріальний тиск і кровотік у кровоносній системі. Артеріальний тиск можна виміряти або інвазивно за допомогою вставленого датчика артеріального тиску, або неінвазивно за допомогою надувної манжети для артеріального тиску.
- Моніторинг дихання[en], такий як:
  - Пульсоксиметрія, яка включає вимірювання насиченого відсотка кисню в крові, що називається SpO2, і вимірюється за допомогою інфрачервоної манжети на палець
  - Капнографія[en], яка включає вимірювання CO2, іменовану EtCO2 або концентрацію вуглекислого газу наприкінці видиху. Частота дихання, що контролюється як така, називається англ. AWRR (airway respiratory rate) або частота дихання в дихальних шляхах
  - Моніторинг частоти дихання через ремінь торакального датчика, ЕКГ-канал або за допомогою капнографії
- Неврологічний моніторинг, зокрема внутрішньочерепний тиск(intracranial pressure). Також існують спеціальні монітори пацієнтів, які включають моніторинг мозкових хвиль (електроенцефалографія, ЕЕГ), концентрації газових анестетиків, біспектральний індекс (BIS) тощо. Зазвичай їх включають в наркозні апарати. У відділеннях інтенсивної терапії нейрохірургії монітори ЕЕГ головного мозку мають розширені багатоканальні можливості, що дозволяє додатково контролювати інші фізіологічні події.
- Моніторинг рівня глюкози в крові[en]
- Моніторинг пологів
- Контроль температури тіла за допомогою клейкої накладки, що містить термоелектричний перетворювач.
- Моніторинг терапії раку через циркулювальні пухлинні клітини[en][1].

### Життєво важливі параметри

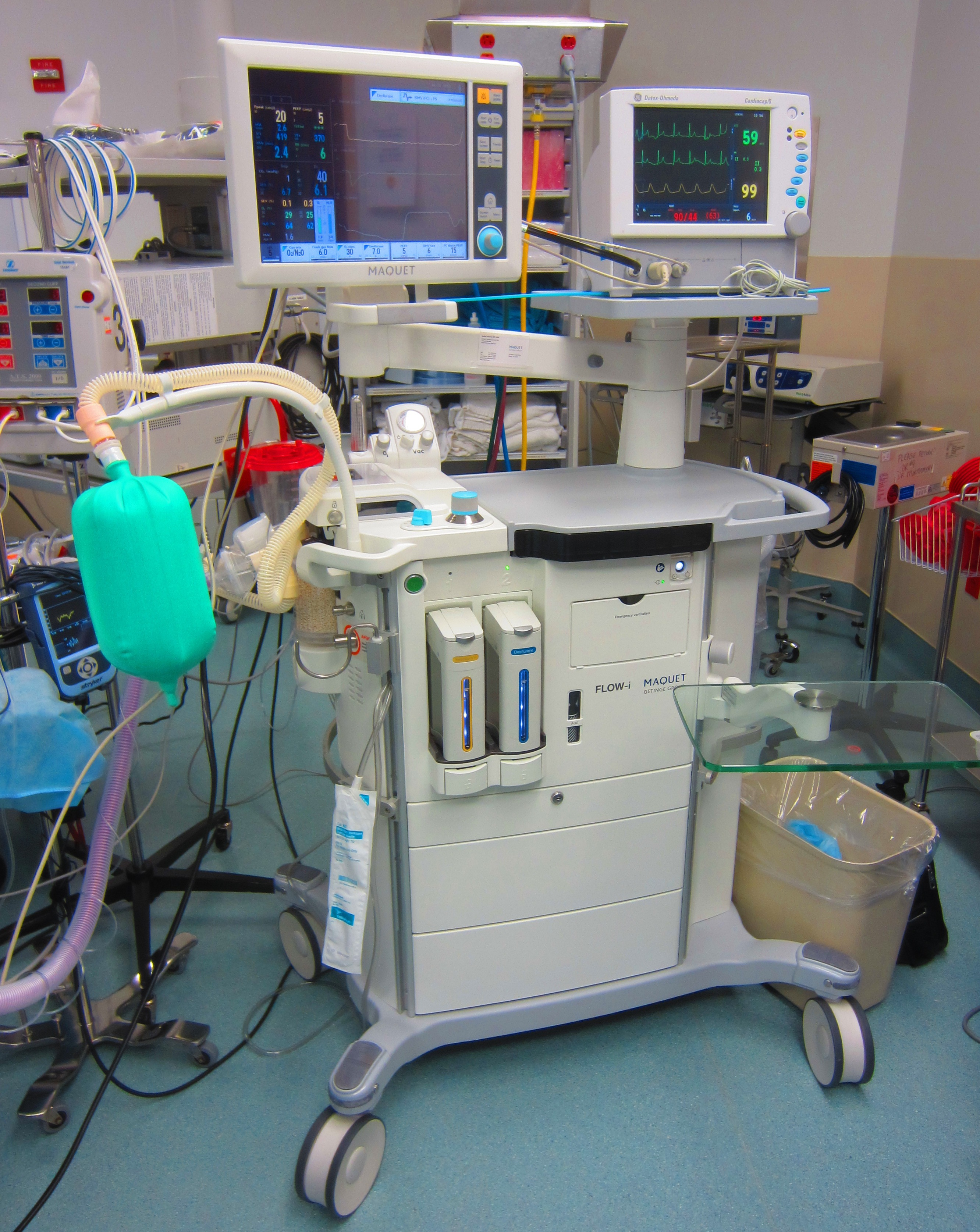
Анестезувальний апарат з інтегрованими системами для контролю кількох життєво важливих параметрів, включаючи артеріальний тиск і частоту серцевих скорочень.

Моніторинг життєво важливих параметрів може включати кілька згаданих вище, і найчастіше включає артеріальний тиск і частоту серцевих скорочень, також пульсоксиметрію та частоту дихання. Мультимодальні монітори, які одночасно вимірюють та відображають відповідні життєво важливі параметри, зазвичай інтегруються у приліжкові монітори в критичних відділеннях(critical care units) та апарати для знеболювання в операційних. Вони дозволяють здійснювати постійний моніторинг стану пацієнта, при цьому медичний персонал постійно інформується про зміни загального стану. Деякі монітори можуть навіть попередити про очікувані смертельні серцеві захворювання, перш ніж видимі ознаки будуть помітні для клінічного персоналу, такі як фібриляція передсердь або передчасне скорочення шлуночків (англ. PVC).

## Медичний монітор
Медичний монітор або фізіологічний монітор — це медичний пристрій, що використовується для моніторингу. Він може складатися з одного або декількох датчиків, обробних компонентів, пристроїв відображення (які іноді самі по собі називаються «моніторами»), а також комунікаційних каналів для відображення або запису результатів в іншому місці через мережу моніторингу.

### Компоненти

#### Датчик
До датчиків медичних моніторів належать біосенсори та механічні датчики.

#### Перекладний компонент
Компонент перетворення медичних моніторів відповідає за перетворення сигналів від датчиків у формат, який можна показати на дисплеї або перенести на зовнішній дисплей або пристрій запису.

#### Пристрій відображення
Фізіологічні дані безперервно відображаються на ЕЛТ, світлодіодному або РК- екранах як канали даних по осі часу. Вони можуть супроводжуватися числовими зчитуваннями обчислюваних параметрів вихідних даних, таких як максимальні, мінімальні та середні значення, частота пульсу та дихання, і так далі.
Окрім відстеження фізіологічних параметрів за часом (вісь X), цифрові медичні дисплеї мають автоматизоване числове зчитування пікових та / або середніх параметрів, що відображаються на екрані.
Сучасні медичні пристрої відображення зазвичай використовують цифрову обробку сигналів (DSP), яка має переваги мініатюризації, портативності та дисплеїв з багатьма параметрами (різних життєво важливих показників), які можливо відстежувати одночасно.
Навпаки, старі аналогові дисплеї базувались на осцилографії і мали лише один канал, зазвичай зарезервований для електрокардіографічного моніторингу (ЕКГ). Тому такі медичні монітори, початково були високоспеціалізованими. Один монітор відстежував артеріальний тиск пацієнта, інший виконував пульсоксиметрію, ще інший — ЕКГ. Пізніше аналогові моделі мали два або три канали, що відображались на тому ж екрані, як правило, для контролю дихальних рухів та артеріального тиску. Ці машини широко використовувались і врятували багато життів, але вони мали кілька обмежень, наприклад, чутливість до електричних перешкод, коливання базового рівня та відсутність цифрового відображення та сигналізування.

#### Комунікаційні зв'язки
Декілька моделей багатопараметричних моніторів є придатними до роботи в мережі, тобто вони можуть надсилати свої результати на центральну станцію моніторингу англ. ICU, де один працівник може одночасно спостерігати та реагувати на кілька приліжкових моніторів. Амбулаторна телеметрія також може бути реалізолвана за допомогою портативних моделей, що працюють від акумулятора, які несе пацієнт і які передають свої дані за допомогою бездротового з'єднання даних.
Цифровий моніторинг створив можливість, що повністю розроблено для інтегрування фізіологічних даних з мереж моніторингу пацієнтів та формування лікарняної електронної медичної карти здоров'я та системи цифрових діаграм, використовуючи відповідні стандарти охорони здоров'я, розроблені для цієї мети такими організаціями, як IEEE та HL7. Цей новий метод складання даних про пацієнтів зменшує ймовірність помилок у документації людей і врешті-решт зменшить загальне споживання паперу. Крім того, автоматична інтерпретація ЕКГ автоматично включає діаграми в діаграми. Вбудоване програмне забезпечення медичного монітора може піклуватися про кодування даних відповідно до цих стандартів і надсилати повідомлення до програми медичних записів, яка їх декодує та включає дані у відповідні поля.
Зв'язок на великі відстані може допомогти телемедицині, яка передбачає надання клінічної медичної допомоги на відстані.

#### Інші компоненти
Медичний монітор може також мати функцію сигналізації (наприклад, за допомогою звукових сигналів) для попередження персоналу, коли встановлені певні критерії (наприклад, коли частота пульсу перевищуватиме 100 уд за хв).

### Мобільна техніка
Зовсім новий обсяг відкривається за допомогою мобільних моніторів. Цей клас моніторів забезпечує інформацію, зібрану в мережах на тілі (англ. BAN, WBAN, BSN), наприклад, для смартфонів та автономних агентів.

## Інтерпретація контрольованих параметрів
Моніторинг клінічних параметрів в першу чергу призначений для виявлення змін (або відсутності змін) у клінічному статусі людини. Наприклад, параметр насичення киснем зазвичай контролюється, щоб виявити зміни в дихальних можливостях людини.

### Зміна статусу проти мінливості тесту
При моніторингу клінічних параметрів різниця між результатами випробувань (або значеннями постійно відстежуваного параметра через певний проміжок часу) може відображати або (або обидва) фактичну зміну стану або варіабельність методу випробування при повторному тестуванні.
На практиці можливість того, що різниця обумовлена мінливістю тестування та повторного тестування, майже напевно може бути виключена, якщо різниця більша за попередньо визначену «критичну різницю». Ця «критична різниця» (англ. critical difference, CD) обчислюється як:
{\displaystyle CD=K\times {\sqrt {CV_{a}^{2}+CV_{i}^{2}}}}
- K, — коефіцієнт, що залежить від бажаного рівня ймовірності. Зазвичай його встановлюють на рівні 2,77, що відображає 95 % інтервал прогнозування, і в цьому випадку є менше 5 % ймовірності того, що результат тесту стане вищим або меншим за критичну різницю за рахунок варіабельності тестування та повторного тестування за відсутності інших факторів.
- CVa — це аналітична варіація
- CVi — це внутрішньо-індивідуальна мінливість

Наприклад, якщо у пацієнта рівень гемоглобіну становить 100 г/л, аналітична варіація (CVa) становить 1,8 %, а внутрішньо-індивідуальна варіабельність CVi становить 2,2 %, тоді критична різниця становить 8,1 г/л. Таким чином, для змін, що становлять менше 8 г/л порівняно з попереднім тестом, можливо, доведеться врахувати можливість того, що зміна повністю спричинена мінливістю тестування та повторного тестування, крім врахування наслідків, наприклад, захворювань чи методів лікування.
| Натрій                                                                   | 3 %  |
| Калій                                                                    | 14 % |
| Хлорид                                                                   | 4 %  |
| Сечовина                                                                 | 30 % |
| Креатинін                                                                | 14 % |
| Кальцій                                                                  | 5 %  |
| Альбумін                                                                 | 8 %  |
| Тест на глюкозу                                                          | 15 % |
| Амілаза                                                                  | 30 % |
| Канцероембріональний антиген                                             | 69 % |
| С-реактивний білок                                                       | 43 % |
| Глікозильований гемоглобін                                               | 21 % |
| Гемоглобін                                                               | 8 %  |
| Еритроцити                                                               | 10 % |
| Лейкоцити                                                                | 32 % |
| Тромбоцити                                                               | 25 % |
| Якщо не вказано інше, тоді посиланням на критичні значення є Fraser 1989 |      |

Критичні відмінності для інших тестів включають ранкову концентрацію альбуміну в сечі з критичною різницею 40 %.

## Прийоми у розробці
Розробка нових методів моніторингу є галуззю інтелектуальної медицини, біомедичною допомогою інтегративної медицини, нетрадиційної медицини, самостійної профілактичної медицини та прогностичної медицини, що робить акцент на моніторингу вичерпних медичних даних (пацієнтів, людей, що перебувають у групі ризику, і здорових людей) з використанням сучасних, розумних, мінімально інвазивних біомедичних пристроїв, біосенсорів, лабораторія-на-чіпі (в майбутньому наномедичні пристрої, такі як нанороботи) та передову комп'ютеризовану медичну діагностику і інструментів раннього попередження за короткий проміжок клінічного інтерв'ю та призначення ліків.
У міру розвитку біомедичних досліджень, нанотехнологій та нутрігеноміки, усвідомлення можливостей самовідновлення(self-healing) людського організму та зростального усвідомлення обмежень медичного втручання хімічними препаратами — шлях підходу до лікування лише хімічними препаратами старої школи, може нести величезну шкоду, зокрема власне самі ліки, дослідники працюють над тим, щоб задовольнити необхідність всебічного подальшого вивчення та особистого постійного клінічного моніторингу стану здоров'я, зберігаючи застаріле медичне втручання як крайній засіб.
У багатьох медичних проблемах ліки пропонують тимчасове полегшення симптомів, тоді як корінь медичної проблеми залишається невідомим без достатньої кількості даних усіх наших біологічних систем. Наше тіло містить підсистеми метою яких є підтримання рівноваги та функцій самовідновлення. Втручання без достатніх даних може пошкодити ці цілющі підсистеми. Моніторинг у медицині заповнює прогалину для запобігання помилок діагностики та може допомогти у подальших медичних дослідженнях, аналізуючи всі дані багатьох пацієнтів.

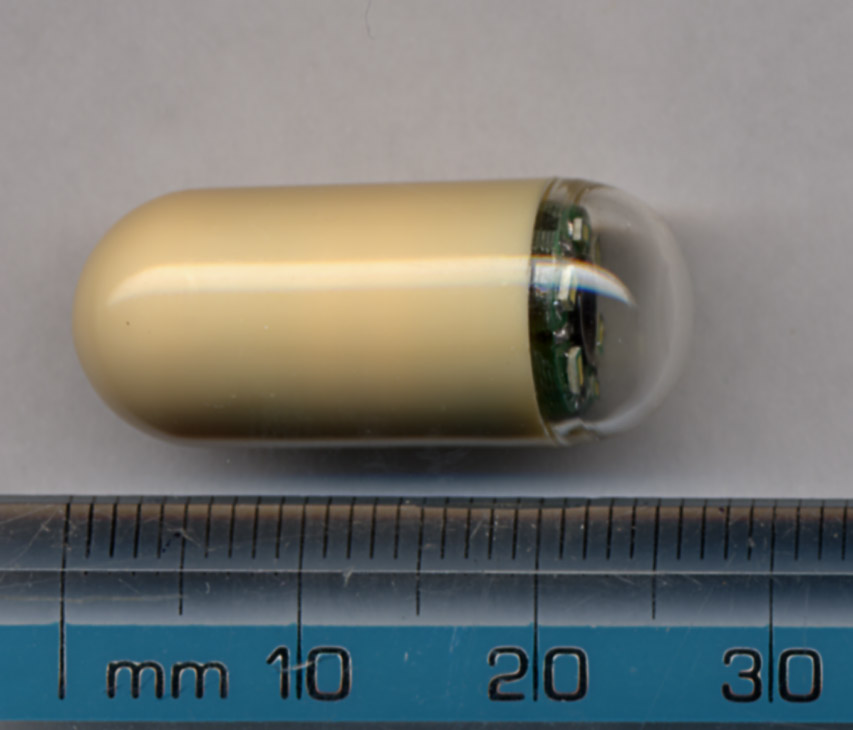
Ендоскопічна капсула

### Приклади та програми
Цикл розробки у медицині надзвичайно довгий, до 20 років, через необхідність схвалення Управлінням з контролю за продуктами та ліками США, тому багато з моніторингових лікарських рішень сьогодні не доступні в звичайній медицині.

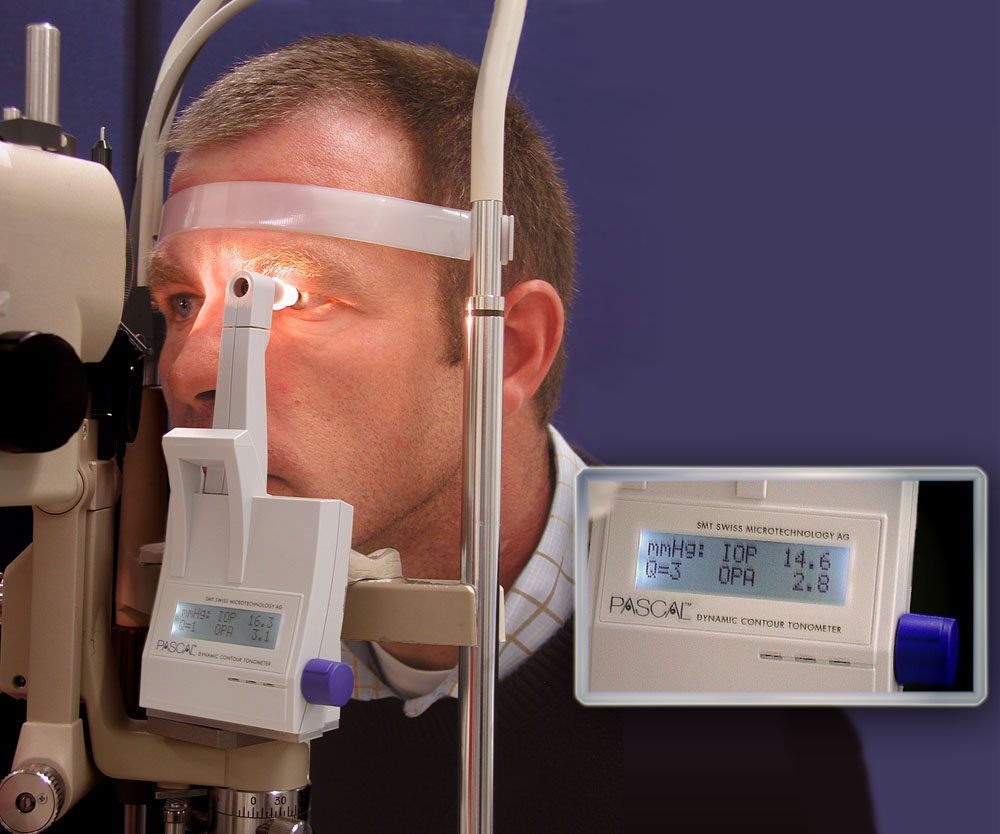
Динамічний контурний тонометр PASCAL. Монітор для виявлення підвищеного внутрішньоочного тиску.

Моніторинг рівня глюкози в кровіПрилади для контролю рівня глюкози в крові in vivo можуть передавати дані на комп'ютер, що може допомогти в повсякденному житті, у питаннях способу життя чи харчування, а також лікар може запропонувати подальші дослідження у людей, які перебувають у групі ризику, та допомогти запобігти цукровому діабету 2 типу.
Моніторинг стресуБіосенсори можуть подавати попередження, коли ознаки рівня стресу зростають, перш ніж людина може це помітити, і подавати попередження та пропозиції. Моделі глибоких нейронних мереж, що використовують дані фотоплетизмографії (англ. PPGI) з мобільних камер, можуть оцінювати рівень напруги з високим ступенем точності (86 %).
Біосенсор серотонінуМайбутні біосенсори серотоніну можуть допомогти при розладах настрою та депресії.
Постійний аналіз крові щодо харчуванняУ галузі доказового харчування імплантат «лабораторія на чіпі», який провадить цілодобові аналізи крові, може забезпечити динамічні результати, а комп'ютер — пропозиції щодо харчування та попередження.
Психіатр-на-чіпіУ клінічних науках про мозок доставляння лікарських препаратів та in vivo біосенсори на основі Bio-MEMS можуть допомогти у запобіганні та ранньому лікуванні психічних розладів.
Моніторинг епілепсіїПри епілепсії наступні покоління довготривалого відео-ЕЕГ-моніторингу можуть прогнозувати епілептичні напади та запобігати їх змінами у повсякденній життєвій діяльності, таких як сон, стрес, харчування та управління настроєм.
Моніторинг токсичностіРозумні біосенсори можуть виявляти токсичні речовини, такі як ртуть та свинець, та подавати попередження.